# Oṃ Maṇi Padme Hūṃ
Oṃ Maṇi Padme Hūṃ (sanscrito, devanāgarī ॐ मणि पद्मे हूँ,) è tra i più noti e diffusi dei numerosi mantra facenti parte del patrimonio religioso del buddismo Mahāyāna, in particolar modo del buddismo tibetano.

Le sei sillabe del mantra Oṃ Maṇi Padme Hūṃ nei caratteri della lingua tibetana posti come petali di un fiore di loto. I colori corrispondenti hanno dei profondi significati religiosi. Al centro del fiore è posta la sillaba Hrīḥ sillaba della compassione.

"Oṃ Maṇi Padme Hūṃ", riportato sempre in lingua tibetana, con i rispettivi diversi colori simbolici delle sillabe.

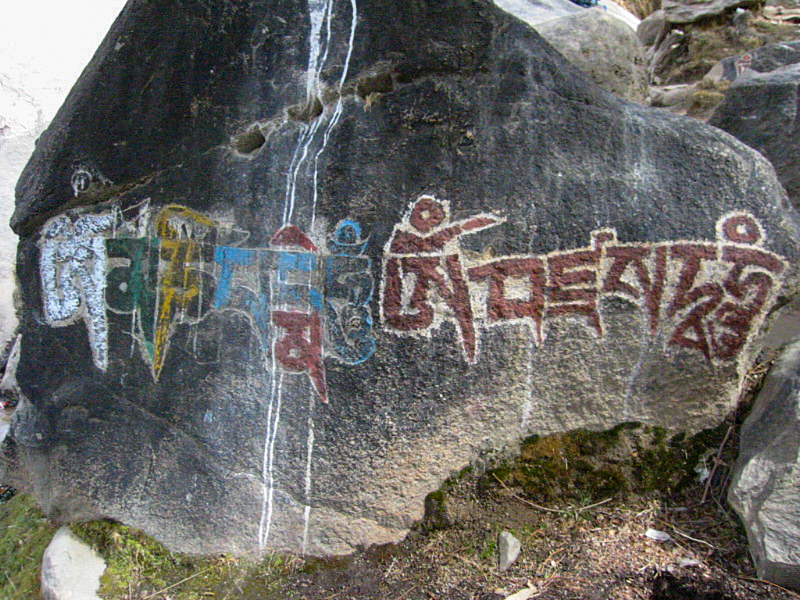
"Oṃ Maṇi Padme Hūṃ", scritto con i rispettivi diversi colori su una roccia fuori dal palazzo di Potala in Tibet.

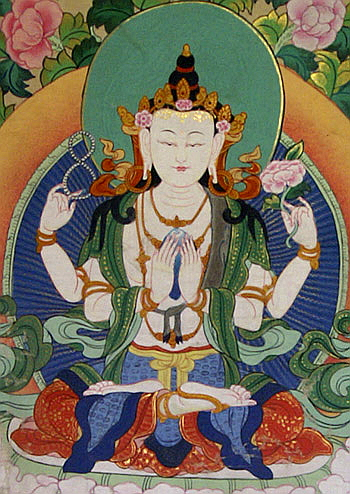
Avalokiteśvara (tib. sPyan-ras-gzigs dbang-phyug) nella tradizione tibetana. Questo Avalokiteśvara è dipinto come Ṣaḍakṣarin (Signore delle sei sillabe: Ṣaḍ-akṣara) ovvero del mantra Oṃ Maṇi Padme Hūṃ. In qualità di Ṣaḍakṣarin, Avalokiteśvara sta seduto a gambe incrociate (padmāsana). Con le quattro mani regge: con la destra un rosario (Akṣamālā, in genere composto da 108 grani, ma in questo dipinto è composto dal sottomultiplo di 54) dove per ogni grano recita il mantra; con la sinistra regge un fiore di loto (padma) simbolo della purezza; con la coppia delle mani centrali, Avalokiteśvara regge una pietra preziosa denominata cintāmaṇi (pietra preziosa del pensiero) pronta ad esaudire ogni desiderio e qui rappresentata da un cristallo ovale di colore azzurro.

Comunemente, quanto impropriamente, viene tradotto come "O Gioiello nel fiore di Loto!", in realtà il suo significato letterale è "O Gioiello del Loto!" riferendosi, nel vocativo sanscrito, a uno degli epiteti, Maṇipadma, del bodhisattva della compassione Avalokiteśvara (tibetano: སྤྱན་རས་གཟིགས, spyan ras gzigs; Chenrezik) , a cui esplicitamente questo mantra si rivolge.

## Ilmantranelle altre lingue orientali
- tibetano:  ཨོཾ་མ་ཎི་པ་དྨེ་ཧཱུྃ, Oṃ maṇi padme hūṃ
- bengalese: ওঁ মণিপদ্মে হুঁ;
- tamil: ஓம் மணி பத்மே ஹூம்;
- cinese 唵嘛呢叭咪吽 / 唵嘛呢叭𡄣吽, pinyin Ǎn mání bāmī hōng;
- coreano Hangŭl 옴 마니 파드메 훔 Om mani padeume hum o 옴 마니 반메 훔 Om mani banme hum;
- giapponese Katakana オンマニハンドメイウン On mani handomei un;
- mongolo: Ум маани бадми хум, ᠣᠣᠮ ᠮᠠ᠋ ᠨᠢ ᠪᠠᠳ ᠮᠢ ᠬᠤᠩ, Um maani badmi khum;
- vietnamita: Úm ma ni bát ni hồng o Án ma ni bát mê hồng;
- thai: โอม มณี ปัทเม หุม.

## Trascrizione delmantraper la pronuncia tibetana
Trascrizione fonetica semplificata THL: om mani pémé hum

## Origine
Il testo più antico giunto a noi in cui viene citato e celebrato questo mantra è il Kāraṇḍavyūhasūtra (al T.D.  1050 del Canone buddhista cinese e al Toh. 116 del Canone buddhista tibetano), un sūtra mahāyāna composto presumibilmente tra il IV e il V secolo d.C. nella regione del Kashmir.
Obiettivo del sūtra è glorificare Avalokiteśvara il bodhisattva mahāyāna della compassione e, riferendosi al mantra che lo riguarda, lo appella come "l'incantesimo ṣaḍakṣarīvidyā" (cinese: 六字大明/六字章句; tibetano: ཡི་གེ་དྲུག་པའི་རིག་སྔགས, yi ge drug pa’i rig sngags, "incantesimo delle sei sillabe").

## Significati attribuiti almantradalle sei sillabe
Oṃ Maṇi Padme Hūṃ è strettamente relazionato alla figura del bodhisattva della compassione Avalokiteśvara (cinese Guānyīn, giapponese Kannon, tibetano Chenrezig).
Questo mantra  è formato da una sequenza di sei sillabe sacre (tib. ཡིག་དྲུག་, yig drug) che vengono pronunciate dal praticante, profondamente concentrato sull'essenza del bodhisattva che sta per invocare. Queste sei sillabe sono accompagnate ad una settima, Hrīḥ, sillaba della compassione. 
Il suo significato è fortemente simbolico al di là della sua traduzione letterale e viene raccomandato in tutte le situazioni di pericolo o di sofferenza, o per aiutare gli altri esseri senzienti in condizioni di sofferenza. 
Uno dei significati più diffusi a lui attribuiti è la collocazione del gioiello (simbolo della bodhicitta) nel loto (simbolo della coscienza umana).
I commentari tibetani (cfr. ad es. il མ་ནི་བཀའ་འབུམ Ma ṇi bka’ ’bum), legano la recitazione di questo mantra,  e le sue sei sillabe,  con i sei Buddha che agiscono nei sei destini (sans. ṣaḍ jagati, tib. འགྲོ་བ་རིགས་དྲུག་,  'gro-ba rigs-drug). Gli insegnamenti relativi al mantra sono attribuiti al Buddha Amitabha, al Buddha Shakyamuni e a Padmasambhava (Guru Rinpoche).
Il loro significato simbolico, in questo contesto interpretativo, corrisponderebbe a:
- Oṃ (bianco) collegato al Buddha Ratnasaṃbhāva, protegge dall'orgoglio quindi dal destino dei deva;
- Ma (verde) collegato al Buddha Amoghasiddhi, protegge dalla gelosia, quindi dal destino degli asura;
- Ṇi (giallo) collegato al Buddha Śākyamuni[3] (oppure a Vajradhara, in tibetano Dorje Chang, Buddha eterno raffigurazione dell'Adi-Buddha), protegge dall'ignoranza, quindi dal destino degli uomini.
- Pad (blu) collegato al Buddha Vairocana, protegge dall'ottusità e dall'oscurità mentale, quindi dal destino degli animali;
- Me (rosso) collegato al Buddha Amitābha, protegge dall'avidità, quindi dal destino dei preta;
- Hūṃ (nero) collegato al Buddha Akṣobhya, protegge dall'ira e dall'odio, quindi dal destino infernale.

In Tibet questo mantra si ritrova ovunque: inciso sulle rocce, scolpito nelle pietre votive che i viandanti depongono sui caratteristici "muri di preghiere", dipinto sulle bandiere (chattar), e le sei sillabe vengono iconograficamente, dipinte con diversi colori simbolici.